# 唐若菁
唐若菁（英語：Tong Yeuk Ching、1922年—1983年5月19日），香港著名甘草演員，父親為中國電影史上有一席之位的唐槐秋，她曾在其組織的中國旅行劇團任台柱，跑遍大江南北。戰後南來香港，作電影演出。1960年代，她曾大病一場，從此隱居了十多年，1976年復出，簽約麗的電視。她選擇簽約麗的，一來是因為內裏老朋友多，彼此有照顧；二來是自己靜極思動，希望有機會再演幾台好劇讓觀眾欣賞。惜後期心臟病不時發作，需要休息，才減少演出，轉以特約方式作演出。她十四歲開始演戲，演過名劇如《雷雨》、《日出》、《茶花女》等，但最為人津津樂道是在電影清宮秘史飾演慈禧太后及在電視劇《變色龍》飾演賀大媽的演出。她於1983年5月19日因心臟病發逝世於伊利沙伯醫院，享年61歲，最後一部劇集為查傳誼監製的亞洲電視劇集誓不低頭，演王偉母親。

## 電視劇（麗的電視/亞洲電視）
- 1976年：《慾海花》 飾 呂媪
- 1977年：《職業女性之女傭》
- 1977年：《大家姐與大狂魔》
- 1978年：《追族》 飾 利雍秀葵
- 1978年：《鱷魚淚》 飾 趙天恩母
- 1978年：《郎心如鐵》 飾 溫珊妮姑母
- 1978年：《變色龍》 飾 賀大媽
- 1979年：《奇女子》 飾 李莊淑雲
- 1979年：《新變色龍》 飾 賀大媽
- 1980年：《大地恩情》 飾 施老太
- 1980年：《風塵淚》 飾 牛夫人
- 1980年：《四口之家》  飾 阿嫲
- 1981年：《大昏迷》 飾 山東婆
- 1981年：《少年黃飛鴻》 飾 慈禧太后
- 1982年：《琥珀青龍》 飾 徐老太君
- 1982年：《家春秋》 飾 周老太
- 1983年：《唐伯虎三戲秋香》 飾 華夫人
- 1983年：《八美圖》 飾 張高（王氏）
- 1983年：《誓不低頭》 飾 童老太

## 演出節目（麗的電視）
- 1979年：《博愛滿人間》

## 電影
- 清宮秘史 (1948) 飾 慈禧太后
- 拜金的人 (1952) 飾 陳瑪莉
- 一刻春宵 (1952) 飾 常表姊
- 小夫妻 (1953) 飾 黃美娟
- 碧血黃花 (1954) 飾 喻母
- 草莽恩仇 (1954) 飾 關大娘
- 鄭成功 (1954) 飾 田川氏
- 小星淚 (1954) 飾 鍾大太太
- 小鳳仙(續集) (1955)
- 夜歸人 (1955) 飾 馮大媽
- 茶花女 (1955) 飾 花店店主
- 金瓶梅 (1955) 飾 王婆
- 江湖奇俠 (新火燒紅蓮寺) (1956) 飾 甘老太太
- 江湖奇俠(下集大結局) (1956) 飾 甘老太太
- 熱情 (1956) 飾 張大媽
- 桃花江  (1956)  飾 魏太太
- 面子問題 (1956) 飾 錢太太
- 夜半歌聲 (1956) 飾 許母
- 亂世妖姬 (1956) 飾 施夫人
- 好女兒 (1956) 飾 王媽
- 金鳳 (1956) 飾 姨媽
- 杏花溪之戀 (1956) 飾 馬寡婦
- 唐伯虎與秋香 (1956) 飾 華夫人
- 龍女 (1957) 飾 涇川龍母
- 郎如春日風 (1957) 飾 鴇母
- 曼波女郎 (1957) 飾 吳素英
- 萬里長城 (1957) 飾 孟母
- 夜來香 (1957) 飾 賽飛燕
- 霧裡情天 (1957) 飾 施姑母
- 鳳求凰 (1958) 飾 宋妻
- 江湖恩仇 (1958) 飾 陳淑貞
- 想入非非 (1958) 飾 黃媽
- 貴婦風流 (1959) 飾 阿翠
- 殭屍復仇 (1959)
- 江山美人 (1959) 飾 太后
- 倩女幽魂 (1960) 飾 老妖姥姥
- 女俠草上飛 (1961)
- 楊門女將告御狀 (1961) 飾 佘太君
- 琴台淚影 (1962) 飾 陳(胡楓)母
- 八表雄風 (1963) 飾 鬼母
- 寶劍群英會 (1963)
- 劍神傳(上集) (1963) 飾 鬼母冷阿
- 清宮劍影錄(下集) (1963) 飾 玄天魔女
- 清宮劍影錄(上集) (1963) 飾 玄天魔女
- 白骨離魂針(上集) (1964) 飾 藍花鬼母-招彩雲
- 白骨離魂針(下集) (1964) 飾 藍花鬼母-招彩雲
- 密碼間諜戰 (1964)
- 武林聖火令(上集) (1965) 飾 靜音師太
- 武林聖火令大結局 (1965) 飾 靜音師太
- 兩小無知 (1981)
- 怒火風雲 (1982)
- 毒蠱 (1983)

## 話劇
- 《日出》 飾 陳白露
- 《雷雨》 飾 鲁侍萍